# Evelina Papantoniou
Evelina Papantoniou (em grego:  Εβελίνα Παπαντωνίου; 7 de junho de 1979, Atenas) é uma modelo, atriz e rainha da beleza eleita Miss Grécia (Star Hellas) 2001.
Ela ficou em 2º lugar no Miss Universo 2001, atrás apenas da vencedora, Denise Quiñones, de Porto Rico.

## Biografia
Evelina começou a carreira de modelo aos 15 anos de idade, tendo chegado a ser representante da Ace Models Agency. Como modelo, ela fez algumas capas de revistas, inclusive para a Vogue e Playboy. "Evelina Papantoniou brilhou nas passarelas nos anos 2000", escreveu o Z News em seu website em dezembro de 2020.
Ela também trabalhou como garçonete e recepcionista e é formada em Design de Interiores e Artes Gráficas na Escola de Arte e Design de Vakalo (1999-2001).
Também em 2020, o Z News reportou que ela havia decidido "dar uma guinada em sua vida e seguir um estilo de vida mais tranquilo, longe dos holofotes", preferindo se dedicar mais à família. O Zapp It reportou em 2018 que ela havia deixado de modelar em 2009 e tinha um filho.
Atualmente (final de 2021) ela trabalha com joalheria, tendo sua própria linha de joias, chamada Anileve. No website da marca ela escreveu que esta era sua "verdadeira paixão" e para isto havia feito cursos de design de joias no Benaki Museum (2011) e no Sotheby's Institute London (2012).

## Miss Universo 2001
Papantoniou venceu o Miss Grécia 2001, ganhando assim o direito de participar do Miss Universo 2001, onde ficou em 2º lugar. Durante o concurso, ela era uma das favoritas a levar o título.

## Filmografia
Segundo seu perfil no IMDb, Evelina trabalhou nos seguintes filmes:
- To gamilio party (2008)
- Ta tetragona ton asteron (2003)
- Sentinels of Darkness (2002)